# Burger Queen Français
Burger Queen Français è un singolo del gruppo musicale britannico Placebo, pubblicato il 22 novembre 1999.

## Descrizione
Si tratta della versione in francese del loro brano Burger Queen, presente nel secondo album in studio Without You I'm Nothing. La traduzione del testo di questa versione è a cura di Nicholas Elliot.
Il brano, scritto da Brian Molko, è ispirato all'esperienza negativa vissuta dal cantante a Lussemburgo: «È la peggior situazione in cui ci si potrebbe trovare. Un gotico, gay e sotto eroina, a Lussemburgo. È tristissimo».

## Tracce
Testi di Brian Molko, musiche dei Placebo, eccetto dove indicato.
CD
1. Burger Queen Français – 6:20
2. Aardvark – 3:00 (Placebo)
3. Every You, Every Me (Live) – 4:44

CD promozionale (Europa)
1. Burger Queen Francais – 6:20
2. Pure Morning Video – 4:00

CD promozionale (Belgio)
1. Burger Queen Français – 3:26
2. The Crawl (Live Version Radio 21) – 3:14

## Classifiche
| Classifica (1999) | Posizione massima |
| ----------------- | ----------------- |
| Belgio (Fiandre)  | 57                |
| Francia           | 78                |